# تاندوسپیرون
تاندوسپیرون (با نام تجاری Sediel) یک داروی ضد اضطراب و ضد افسردگی است که در چین و ژاپن مورد استفاده قرار می‌گیرد و توسط داینیپون سومیتومو فارما به بازار عرضه می‌شود. این دارو عضوی از گروه داروهای آزاپیرون است و با سایر آزاپیرون‌ها مانند بوسپیرون و ژپیرون شباهت نزدیک دارد.
تاندوسپیرون معمولاً به عنوان درمانی برای اضطراب و اختلالات افسردگی مانند اختلال اضطراب منتشر و کج‌خلقی استفاده می‌شود. برای هر دو نشانه، معمولاً چند هفته طول می‌کشد تا اثرات درمانی مشاهده شود، اگرچه در دوزهای بالاتر پاسخ‌های ضداضطرابی با سرعت بیشتری دیده شده‌است. همچنین این دارو با موفقیت به عنوان درمانی برای دندان‌قروچه استفاده شده‌است.